# Methacrylamide
Methacrylamide is een organische verbinding uit de stofklasse der amiden. De stof komt voor als een brandbare, reukloze witte vaste stof die goed oplosbaar is in water. Ze wordt hoofdzakelijk gebruikt als monomeer of co-monomeer bij de productie van polymeren (polymethacrylaten). 

## Synthese
Methacrylamide kan bereid worden door acetoncyanohydrine te laten reageren met geconcentreerd zwavelzuur, en het gevormde product (methacrylamidesulfaat) te neutraliseren met een base zoals ammoniumhydroxide.
Men verkrijgt het ook door methacrylonitril te hydrateren, of door methylmethacrylaat te reageren met een overmaat ammoniumhydroxide en gasvormig ammoniak.

## Toxicologie en veiligheid
Methacrylamide ontleedt boven een temperatuur van 106-109°C, waarbij nitreuze dampen vrijkomen.